# Iani Chaos

Iani Chaos, a região inicial do Ares Vallis em Marte, se localiza a ~342°E, 2°S. Especula-se que esta região de terreno caótico se formou após a remoção da água ou gelo da superfície, resultando em uma inundação da área, e a consequente formação do Ares Vallis. Dentro de Iani Chaos, depositado no estrato logo abaixo do terreno caótico, se encontram depósitos na base das encostas em tons claros, ricos em um mineral hidratado, provavelmente gesso e hematita.

## Mars Science Laboratory
Vários sítios no quadrângulo de Margaritifer Sinus foram propostos como áreas a serem exploradas pela próxima sonda da NASA, a Mars Science Lab. Entre os 33 principais locais propostos de pouso se encontra Iani Chaos. Uma imagem ao lado mostra a provável zona de aterrissagem em Iani Chaos. Depósitos de hematita e gesso foram encontrados por lá. Esses minerais são geralmente encontrados onde há agua.
O propósito da Mars Science Laboratory é procurar por antigos sinais de vida. Espera-se que uma missão posterior possa então retornar com amostras dos sítios identificados como prováveis locais contendo vestígios de vida. Para que a sonda possa vir ao solo com segurança, é necessário um disco achatado na superfície medindo 19.3 km. Geólogos esperam examinar lugares onde a água formara lagoas. A intenção deles é examinar camadas de sedimentos.